# 非洲假吸血蝠屬
非洲假吸血蝠屬（学名：Cardioderma），哺乳綱、翼手目、假吸血蝠科的一屬，而與非洲假吸血蝠屬（非洲假吸血蝠）同科的動物尚有黃翼蝠屬（黃翼蝠）、澳洲假吸血蝠屬（澳洲假吸血蝠）等之數種哺乳動物。

## 下属物种
本属包括以下物种：
- 非洲假吸血蝠 Cardioderma cor (Peters, 1872)，心鼻蝠
- Cardioderma leakeyi Gunnell, Butler, Greenwood & Simmons, 2015
- Cardioderma spec (Peters, 1872)